# Miarinarivo
Miarinarivo est une commune urbaine située dans la région d'Itasy, dans l'ex-Province de Tananarive, au centre de Madagascar.

## Administration
Elle est le chef-lieu du district homonyme.

## Religion
La ville est le siège d'un évêché catholique.